# Tropical Woods
Tropical Woods (abreviado Trop. Woods	) fue una revista ilustrada con descripciones botánicas editada por la Universidad de Harvard de la que se editaron 113 números desde el año 1925 al 1960. Su nombre completo es Tropical Woods; a Technical Journal Devoted to the Furtherance of Knowledge of Tropical Woods and Forests and to the Promotion of Forestry in the Tropics.